# Virta (entreprise)
Virta, ou Virta Global ou Liikennevirta, est une enterprise finlandaise fondée à Helsinki en 2013, spécialisée dans la recharge de voitures électriques et le développement des énergies renouvelables.
Virta développe et vend des services de recharge de véhicules électriques, tels qu'une plateforme digitale de services de pilotage de la recharge et des bornes pouvant y être connectés. Les clients de l'entreprise sont des opérateurs de réseaux de recharge régionaux. En novembre 2022, l'entreprise disposait d'un total de 70 000 bornes de recharge dans 32 pays. En 2021, Virta était l'un des principaux acteurs de ce domaine en Europe.

## Histoire

### 2013–2019
A l'origine, se sont Jussi Palola, Elias Pöyry et 18 sociétés d'énergie finlandaises qui ont fondé Liikennevirta Oy en décembre 2013 en tant qu'opérateur de recharge pour les voitures électriques. Ils souhaitaient développer un système commun de gestion des bornes de recharge. L'idée de l'entreprise fut ensuite d’étendre ses services pour que les municipalités, les chaînes de magasins, les parkings ou les restaurants de restauration rapide puissent également proposer des services de Virta. Virta a proposé à ses clients des outils d'identification des utilisateurs, de gestion de la facturation et de logistique liée aux cartes de paiement.
En 2014, Virta signé un partenariat avec la société suisse Swisscharge.
En avril 2015, Virta lancé une application mobile. En plus des informations sur les tarifs, l'application indiquait quel type d'alimentation les bornes offraient et à quoi ressemblaient leurs prises. L'application permettait aussi de suivre des instructions de navigation pour se rendre sur les stations de recharge.
En 2017, le projet commun d'Helen, Virta et Nissan permet de créer la première borne de recharge V2G (vehicle-to-grid) d'Europe destinée à un usage public. Grâce à cette technologie, le courant stocké sur les batteries des voitures électriques peut être transféré au réseau électrique. La recharge bidirectionnelle est utile, par exemple, en cas de panne de réseau.
En octobre 2018, Virta annoncé que l'entreprise énergétique E.On commencerait à utiliser sa technologie dans son réseau de recharge. Le chiffre d'affaires de Virta augmente cette année-là de 203 % par rapport à l'année précédente. L'entreprise compte 70 employés et opére dans 25 pays.

### 2020–
En 2020, la société pétrolière et énergétique japonaise Eneos investit dans Virta.
En avril 2021, Virta reçoit 30 millions d'euros de financement. Parmi les investisseurs figurent la société française Jolt Capital et Vertex Growth de Singapour .L'entreprise compte alors 120 employés. La quantité d'électricité et de clients facturés à partir du réseau de Virtra doublé par rapport à l'année précédente.
En avril 2022, la société est classée 299e sur la liste du Financial Times des entreprises à la croissance la plus rapide en Europe. Virta ouvre des marchés en Asie du Sud-Est et au Japon.
Au printemps 2023, Virta fait un nouvel tour de table pour un total de 85 millions d'euros de financements. Jolt Capital, Suomen Teollisuussijoitus, Vertex Growth, Future Energy Ventures soutenu par l'allemand E.ON, Helen Ventures, Lahden Energia, Vantaan Energia et Kotkan Energia sont les investisseurs en capital. En outre, Business Finland a accordé à l'entreprise un financement de 20 millions d'euros,.

## Organisation
En plus du siège social à Helsinki, Virta possède des bureaux à Berlin, Bucarest, Londres, Paris, Stockholm et Singapour.
Le PDG de Virtra est Jussi Palola et le président du conseil d'administration est Kirsi Komi.

## Produits et services
Le principal produit de l'entreprise est un logiciel de services de recharge pour voitures électriques. Virta et ses revendeurs de services proposent également des bornes connectables au logiciel de supervision.

### Fonctionnement
Avec la plateforme Virta, les fournisseurs de services de recharge et les propriétaires de borne peuvent expoiter un réseau de recharge. Ils choississent leur tarification et peuvent contrôler à distance les accès, la maintenance logicielle ou consulter l’historique des sessions de charge grâce à un tableau de bord.
La solution Virta permet de gérer à la fois les systèmes d'esploitation des bornes pilotées par ses clients et d'offrir aux automobilistes des outils pour recharger,.
Virta leur permet d'utiliser différentes méthodes de paiement (application mobile, badge RFID  ou carte bancaire) avec ou sans abonnement. Dès 2023, une sélection de bornes embarquent la technologie Plug&Charge, qui se synchronise avec les nouveaux modèles BMW.
Virta propose aussi Virta Origin, la délivrance de certificats d’énergie, qui attestent que l'électricité produite l’a été de manière durable ou à partir de sources 100 % renouvelables.

### Réseau
En avril 2022, les points de charge connectés au réseau d'itinérance de Virta et ses partenaires cumulaient un total d'environ 250 000 bornes de recharge en Europe. En novembre 2022, le réseau finlandais comprenait environ 9 000 points de charge.

### Recharge intelligente
Le recharge intelligente de Virta dans le cloud permet de connecter les bornes au système énergétique local. Cette technologie permet d'èviter les pics de consommation dans le réseau en contrôlant la charge de manière centralisée. La recharge intelligente permet aussi aux voitures de réinjecter de l'électricité dans le réseau électrique en période de forte demande. Le système a été testé en Grande-Bretagne. Pour un conducteur de voiture électrique, l'utilisation de la recharge intelligente est moins chère que la recharge traditionnelle.
En 2023, la capacité de charge connectée à la plateforme était d'environ 2 000 mégawatts. L'objectif de Virtra est d'augmenter la capacité à 12 000-15 000 mégawatts d'ici 2025. Cette quantité délivrée équivaudrait à la puissance de dix centrales nucléaires.
Virta détient un nombre important de brevets liés à la technologie V2G, à la recharge autonome de véhicules et à la gestion d'énergie.

## Clients
Les clients de l'entreprise sont des propriétaires fonciers, des compagnies d'électricité, des chaînes de distribution, des compagnies pétrolières et des distributeurs de carburant.
En 2023, Virta dispose de plus d'un millier de clients, dans 35 pays et est utilisée par plus d'un demi-million d'èlectro-automobilistes. Les abonnés paient un forfait mensuel avec une base fixe pour l'accès au système. Ils paient également à Virta une petite part de chaque événement de charge.